# Per l'onore di Roma
Per l'onore di Roma (The Honour of Rome) è un romanzo storico di Simon Scarrow ambientato nel 59 d.C., pubblicato in Italia nell'ottobre del 2022 dalla casa editrice Newton Compton.
È il ventesimo romanzo della Eagles of the Empire Series con protagonisti Macrone e Catone.

## Trama

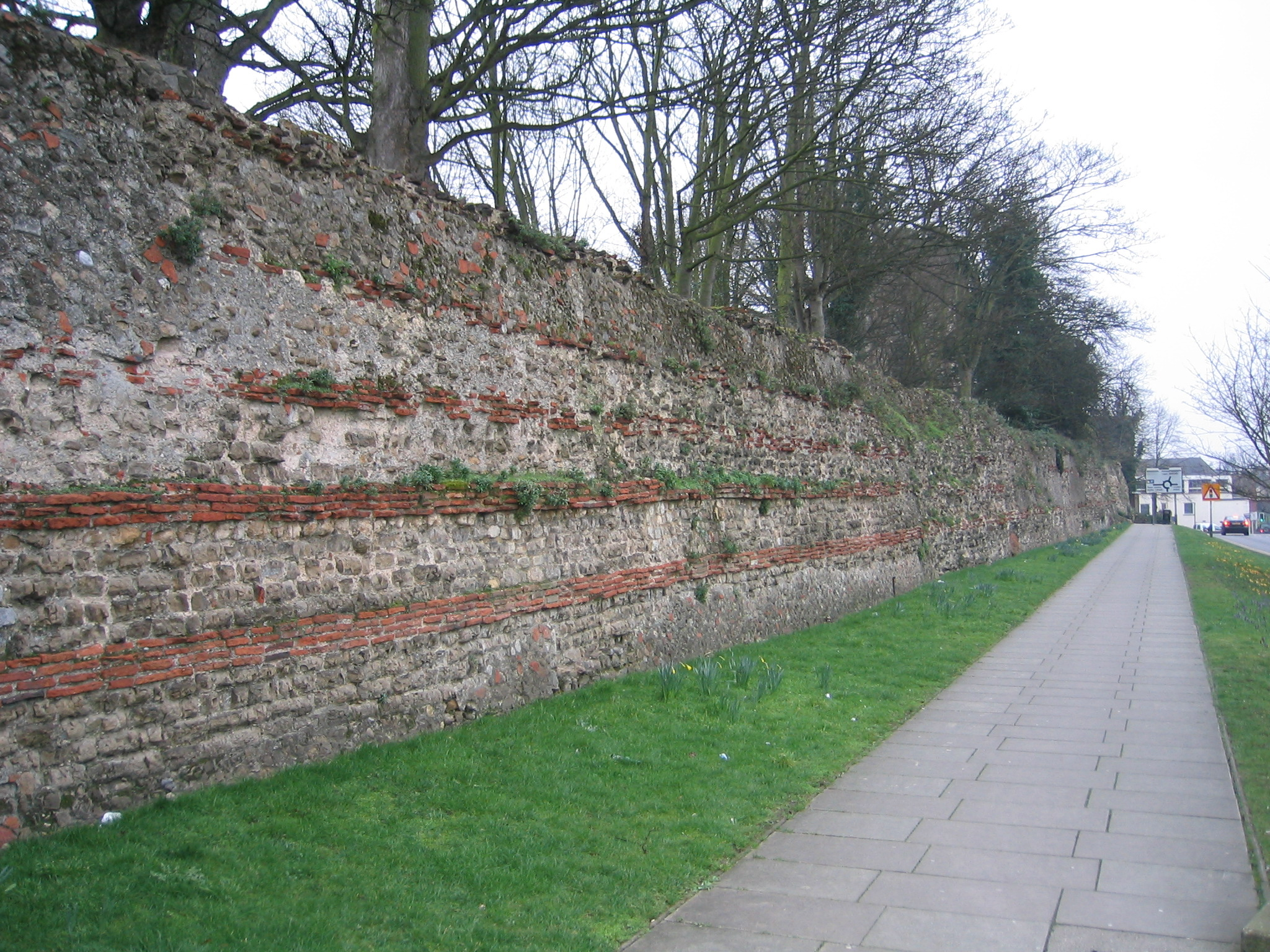
Resti delle mura romane di Camulodunum. Macrone vi si reca per prendere possesso dei terreni assegnatigli al congedo dall'esercito.

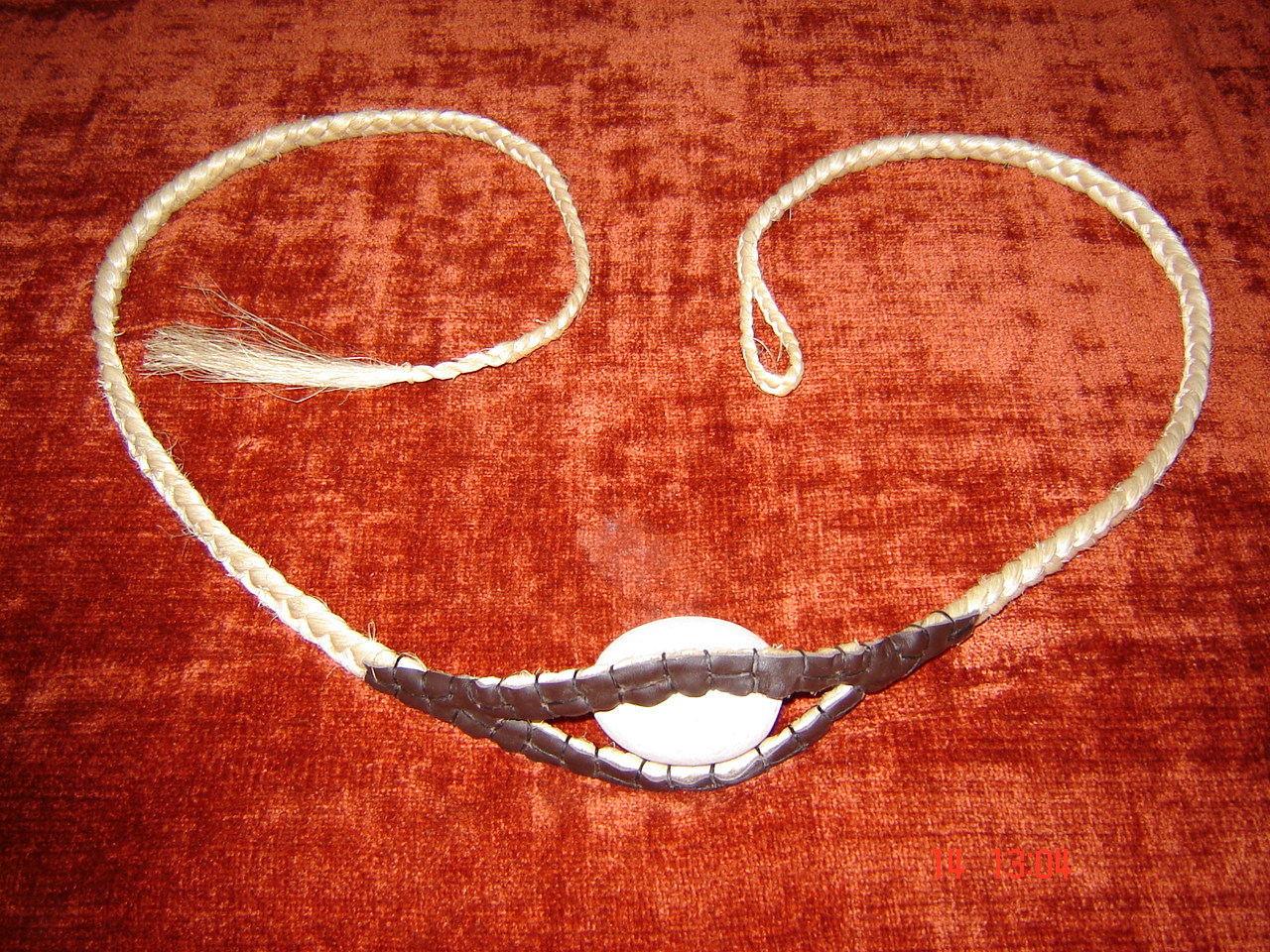
Riproduzione di una frombola in uso nell'esercito romano. Apollonio la utilizza con destrezza durante la missione al seguito di Macrone e Catone.

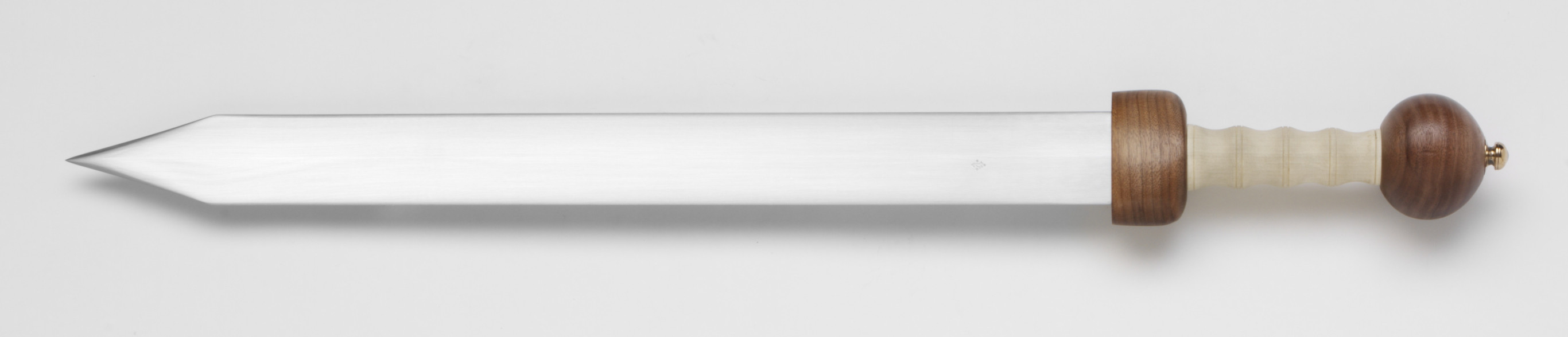
Riproduzione di un gladio in uso all'esercito romano. Catone e Macrone non si separano mai dalla loro arma preferita.

È il 59 d.C. sesto anno di regno dell'Imperatore Nerone. Il centurione Macrone, congedatosi l'anno precedente dall'esercito, è arrivato in Britannia con la moglie Petronella per godersi la ricca ricompensa, consegnatagli per i numerosi anni di fedele servizio, e far fruttare l'appezzamento di terreno assegnatigli quale veterano presso la colonia militare di Camulodunum. Macrone e Petronella sono in viaggio lungo il Tamesis per raggiungere Londinium, ma durante il tragitto il mercantile viene assalito da un gruppo di pirati che Macrone e l'equipaggio riescono a respingere. Durante lo scontro Macrone sta per avere la peggio ma viene salvato dall'intervento del mozzo. Una volta giunti a Londinium, il riconoscente Macrone lo riscatta dal comandante Androco e lo porta con se.
Macrone raggiunge la madre Porzia, che gestisce la taverna Cane e Cervo, e viene coinvolto nelle angherie che questa subisce dalle due bande locali, gli Scorpioni e le Lame, che le impongono un forte pagamento trimestrale. Per tentare di risolvere la situazione, Macrone incontra i capi delle due bande, Malvino e Cinna, ma anziché venire a compromessi entrambi gli chiedono di entrare a lavorare per loro, cosa che Macrone rifiuta in entrambi i casi.
Dovendo intanto reclamare la proprietà dei terreni assegnatigli dall'Imperatore, Macrone e Petronella si mettono in viaggio per Camulodunum, trovandola però molto meno sviluppata di come se l'aspettavano. Preso possesso dei terreni, Macrone viene richiamato in servizio dal Praefectus castrorum Ramiro, per vendicare l'uccisione di alcuni funzionari da parte dei nativi. Macrone è doppiamente contento dell'evoluzione degli eventi, sia per la voglia di ritornare a servire l'esercito, sia per il suo piano di contattare un gruppo di veterani per poi farsi aiutare nelle faccende di Londinium contro le bande.
Al seguito di Ramiro, Macrone e altri cinquanta veterani giungono al villaggio dei nativi in cui si era consumato l'assalto ai funzionari. Viene fatto prigioniero il capo tribù, ma quando i romani vengono circondati da oltre duecento nativi in armi, il procuratore Cato Deciano uccide il prigioniero scatenando lo scontro con i nativi. I romani hanno la meglio ma sono costretti a una lunga ed estenuante ritirata che dura un'intera giornata, inseguiti dai nativi che li assaltano in più occasioni. Macrone e Ramiro riescono a raggiungere un avamposto perdendo però metà degli uomini. Nel frattempo, in maniera palesemente vile, Deciano, non contento di aver fatto precipitare gli eventi con il suo gesto sconsiderato, ha abbandonato la pattuglia durante la ritirata fuggendo con la sua scorta verso Londinium.
Rientrato a Camulodunum, Macrone cerca Petronella e viene a sapere che si è recata a Londinium lasciando detto che Macrone la raggiungesse appena possibile. Partito immediatamente, Macrone giunge in pochi giorni a Londinium per scoprire che la madre Porzia e il piccolo Parvo sono stati rapiti dagli uomini di Malvino e che questi lo vuole incontrare. Macrone decide di incontrare Malvino, disposto ad accettare la sua offerta di lavorare per la banda di malviventi pur di salvare la madre e Parvo. L'incontro si rivela una trappola, e una volta liberati i due ostaggi Macrone viene pestato a sangue per essere di esempio a chi come lui intenda opporsi agli ordini di Malvino. Per non rimanere alla portata di quest'ultimo, Petronella decide di tornare a Camulodunum con un Macrone ancora convalescente. Dopo circa un mese, Macrone, ristabilitosi quasi del tutto, incontra due amici di Ramiro che scopre essere suoi amici di vecchia data, Boudicca e Prasutago. L'incontro con il re degli Iceni e la consorte dura poco, in quanto i due ripartono il giorno seguente per recarsi a Londinium dove vogliono tutelare la loro linea dinastica presso il governatore.
Passate altre settimane, in cui ormai Macrone si è ripreso quasi completamente, giunge a Camulodunum l'amico di tante avventure, il Prefetto Catone; questi ha con sé il figlio Lucio, la nuova compagna Claudia Atte, l'ex spia Apollonio e il fido cane Cassio. Venuto a conoscenza delle disavventure patite da Macrone, Catone prende in mano la situazione e i due insieme a Ramiro reclutano una ventina di veterani per affrontare le bande di Londinium. Per raggiungere la città senza dare troppo nell'occhio si dividono in tre gruppi, uno guidato da Catone, uno da Macrone e uno da Ramiro, e percorrendo strade diverse e partendo non nello stesso giorno, Macrone via mare, riescono nell'intento. Solo il gruppo di Catone ha un intoppo strada facendo poiché incontra un gruppo di picchiatori che si sta recando a Camulodunum sulle tracce di Macrone, ma questi soccombono infliggendo solo perdite leggere. Ricongiuntisi tutti nel magazzino della taverna della madre di Macrone, a Londinium, pianificano la strategia per sconfiggere le due bande tentando di metterle l'una contro l'altra.
Catone e Macrone cominciano a effettuare delle azioni nei confronti delle proprietà di Malvino, travestiti con i colori della banda di Cinna. Iniziano quindi come previsto le reciproche ritorsioni tra le due bande fino a quando una squadra di picchiatori di Malvino si imbatte con una pattuglia di uomini di Catone e Macrone, guidati da Ramiro, con i colori della banda degli Scorpioni: nello scontro mortale che segue, uno degli uomini di Remino, Vibenio, viene catturato; Malvino interroga l'ex legionario ma non riesce ad ottenere molte informazioni salvo sapere che non fa parte degli uomini di Cinna, pertanto comincia a sorgere il dubbio che qualcuno stia tentando di far scontrare le due bande. Contemporaneamente Catone e Macrone vengono raggiunti da Remino e i superstiti e, nel dubbio che Vibenio sia stato catturato vivo o meno, decidono di sospendere le azioni contro le bande e provare a chiedere aiuto a Boudicca e Prasutago che sono da alcuni giorni ospiti di una taverna nei pressi della residenza del governatore.
Ottenuto il supporto di Boudicca, Catone e Macrone organizzano un assalto al quartier generale della guarnigione per spingere il procuratore Deciano a muoversi contro Cinna. L'azione riesce, con Catone, Macrone e Apollonio che con un diversivo immobilizzano le guardie della tesoreria e portano via uno dei forzieri, comunicando alle guardia che sono stati inviati da Cinna. La reazione del procuratore è veloce e scontata, con la guarnigione che viene mandata a setacciare il quartiere di Cinna. Frattanto Catone e i suoi, a cui si sono aggiunti Boudicca e le sue guardie del corpo, si dirigono verso la residenza di Malvino e vi riescono ad accedere grazie alle doti di ottimo fromboliere di Apollonio. Una volta dentro la residenza di Malvino scoprono di essere caduti in una trappola con gli uomini delle due bande che si sono unite e li hanno circondati. Perdendo quasi tutti gli uomini, Catone e Macrone riescono a raggiungere il cancello proprio nel momento in cui irrompono i legionari del governatore che fanno strage dei malviventi. Cinna viene colpito a morte da un colpo di frombola di Apollonio, mentre dopo un breve inseguimento Malvino viene raggiunto e ucciso in duello da Macrone.
Per sdebitarsi dell'aiuto che Macrone e Catone gli hanno dato per debellare le bande da Londinium, il governatore invita entrambi ad assumere ruoli di comando nel suo esercito che sta per partire per affrontare i druidi. Ai due amici non resta che accettare.

## Personaggi
- Macrone: Eroico centurione della Guardia Pretoriana in congedo.
- Catone: Prefetto della Guardia Pretoriana.
- Nerone: Imperatore Romano dal 54 d.C.
- Gaio Svetonio Paolino: Governatore della Britannia.
- Licinia Petronella: Moglie di Macrone.
- Porzia: Madre di Macrone.
- Denubio: Tuttofare al servizio di Porzia.
- Lucio Licinio: Figlio di Catone e della defunta Giulia.
- Claudia Atte: Amante di Catone ed ex concubina di Nerone.
- Apollonio di Perga: Ex agente segreto, da circa due anni è il braccio destro di Catone.
- Cassio: Cane meticcio, salvato da Catone ed ora a lui affezionato.
- Androco: Capitano del mercantile Delfino.
- Idrace: Primo ufficiale del mercantile Delfino.
- Barco: Marinaio del mercantile Delfino.
- Lemulo: Marinaio del mercantile Delfino.
- Parvo: Mozzo del mercantile Delfino.
- Salvio: Tribuno del quartier generale di Londinium.
- Cato Deciano: Procuratore del quartier generale di Londinium.
- Ramiro: Praefectus Castrorum in pensione.
- Cordua: Moglie di Ramiro.
- Tibullo: Ufficiale di un avamposto presso Camulodunum.
- Prasutago: Re degli Iceni.
- Boudicca: Moglie di Prasutago.

- Malvino: Capo della banda degli Scorpioni.
- Pansa: Comandante in seconda della banda degli Scorpioni.
- Sirio: Scagnozzo di Malvino, della banda degli Scorpioni.
- Festino: Ex pugile al servizio di Malvino, della banda degli Scorpioni.
- Decio Ulpio Cinna: Capo della banda delle Lame.
- Naso: Membro della banda delle Lame.
- Laenas: Legionario veterano in pensione.
- Erennio: Legionario veterano in pensione.
- Anco: Legionario veterano in pensione.
- Gaio Vibenio: Legionario veterano in pensione.
- Pollino: Legionario veterano in pensione.
- Torpilio: Legionario veterano in pensione.
- Severo: Legionario veterano in pensione.
- Catillo: Ex Legionario, col grado di Optio, veterano in pensione.
- Sileno: Legionario veterano in pensione.
- Nepote: Legionario veterano in pensione.
- Sandino: Legionario veterano in pensione.
- Elvio: Legionario veterano in pensione.
- Cardomino: Guida locale.
- Mabodugno: Capotribù dei Trinovanti.
- Caio Torbulo: Capo di una squadra di scaricatori di porto.
- Camillo: Oste.
- Gracco: Proprietario di una conceria a Londinium.
- Luperco: Giovane operaio della conceria di Gracco.
- Giunio: Legionario veterano a guardia della tesoreria provinciale.

## Ambientazione
| Anno    | Età Macrone | Età Catone | Ambientazione |
| ------- | ----------- | ---------- | ------------- |
| 59 d.C. | 51 anni     | 34 anni    |               |

## Edizioni
- Simon Scarrow, Per l'onore di Roma, traduzione di Valentina Legnani e Valentina Lombardi, collana Nuova Narrativa Newton, Newton Compton, 31 ottobre 2022,  p. 384, ISBN 978-88-227-6996-1.
- Simon Scarrow, Per l'onore di Roma, traduzione di Valentina Legnani e Valentina Lombardi, collana Gli Insuperabili Gold, Newton Compton, 12 luglio 2024,  p. 384, ISBN 978-88-227-7767-6.

## Analisi
Per l'onore di Roma è il nono romanzo della serie Eagles of the Empire ad essere ambientato in Britannia.
È il sesto romanzo, consecutivo, in cui compare il personaggio di Licinia Petronella, moglie di Macrone ed ex balia del figlio di Catone. 
È il terzo romanzo, consecutivo, in cui compare il personaggio di Apollonio di Perga, gli altri due sono Il traditore di Roma e Impero senza confini.
È il terzo romanzo in cui compare il personaggio di Porzia, la madre di Macrone. Le precedenti apparizioni risalgono ai romanzi La profezia dell'aquila e Il sangue dell'impero.
È il terzo romanzo in cui compaiono i personaggi di Boudicca e Prasutago. Le precedenti apparizioni risalgono ai romanzi La spada di Roma e Il sangue dell'impero.
Cato Deciano era nel 57 d.C. il consigliere di Scurra, governatore della Sardegna. Catone lo incontra nel romanzo precedente Impero senza confini.